# Мавпа і краб

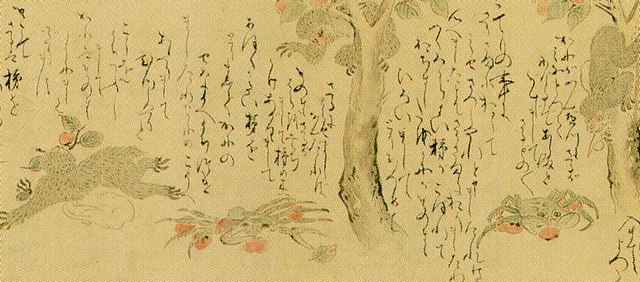
Saru Kani Gassen Emaki, рідкісні емакімоно цієї казки, що відносяться до періоду Едо

«Мавпа і краб» (яп. さるかに合戦) — японська народна казка про підступну мавпу, яка вбила краба, і про відплату за це.

## Сюжет
Під час прогулянки крабиха знаходить рисовий колобок. Хитра мавпа переконує крабиху обміняти його на насінину хурми. Спочатку крабиха засмутилася через невигідний обмін, але, посаджена в землю, насінина виросла в розлоге дерево, з якого звисали рясні плоди. Оскільки крабиха не могла сама зірвати плоди з дерева, то попросила допомогти мавпу. Мавпа ж, видершись на гілку, стала вибирати стиглі фрукти і поїдати їх сама, не виявляючи жодного наміру поділитися з крабихою. Коли крабиха висловила своє незадоволення, мавпа у відповідь жбурнула в неї твердою незрілою хурмою. Удар виявився смертельним, але, перед тим як випустити подих, крабиха встигає народити маленьких діток-крабів.
Діти крабихи вирішують помститися мавпі. Разом зі своїми союзниками — каштаном, ступою усу, бджолою і коров'ячим кізяком краби рушили до мавпячого житла. Поки мавпа була відсутня, каштан сховався у вогнищі, бджола — у відерці з водою, коров'ячий кізяк розлігся на земляній підлозі, і ступка зачаїлася на даху. Коли Мавпа повернулася додому, то влаштувалася погрітися біля вогнища, в цей час розпечений каштан вистрілив з вогню і обпік мавпу. Спробувала вона охолодити опіки водою з відра, але бджола була тут як тут, і боляче вжалила мавпу. Коли ж перелякана Мавпа кинулася тікати з дому, то послизнулася на коров'ячому кізяку, а з даху впала ступка і вразила віроломного ворога на смерть.

## Варіанти сюжету

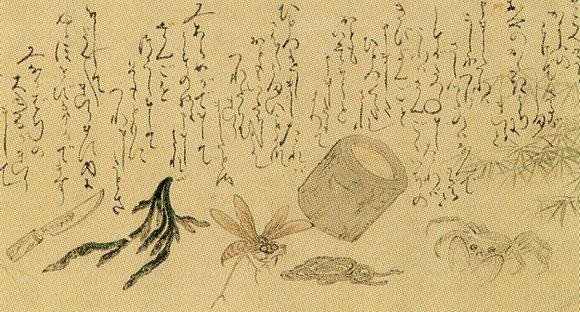
Діти краба, що йдуть помститися за допомогою ступки, змії, бджоли, водоростей (Eisenia bicyclis) і кухонного ножа.

Назва казки, список союзників, і деталі нападу змінюються в різних частинах Японії. Наприклад, в Кансаї одним із союзників є масло. У версії, опублікованій у японському підручнику 1887 року, замість каштана з'являється яйце, а кізяк замінено пучком водоростей. Яйце атакує мавпу, вибухаючи, а водорості вислизають з-під ніг.
У зовсім іншій версії казки, коли мавпа підіймається на дерево і забирає всю хурму собі, краб радить їй повісити кошик з фруктами на тонку гілочку. Коли мавпа користається порадою краба, гілка ламається і хурма з кошика розсипається по землі. Краб швидко хапає плід і тягне його в нору. Розсерджена Мавпа вирішує випорожнитися на краба, і прилаштовує свій зад до отвору нори. Краб, тим часом, швидко оббриває сідниці мавпи, тому, нібито, донині мавпи мають голий зад, а на клешнях крабів ростуть волоски.
Подібні історії за участю мавпи і краба, або мавпи і жаби, або зовсім інших тварин, які бажають помститися, зустрічаються в Китаї, Кореї, Монголії, а також серед айнів.

## Культурний вплив і переклади
Японський новеліст двадцятого століття Акутаґава Рюноске написав засноване на казці коротке оповідання, де іронізує над сучасною громадською думкою, в якому, після помсти за смерть матері, краба засуджено до смертної кари, а його спільників — до довічної каторги.
Англійською історію переклали Девід Томсон (у третьому томі Japanese Fairy Tale Series Хасегави Такедзіро, 1885), Єй Теодора Озакі (1908), Ендрю Ленг (у книзі The Crimson Fairy Book, 1903). У версії історії, яку видав Ленг, краб не загинув, але Мавпа залишає його вмирати. У сучасних переказах казки насильство також часто значно пом'якшено.